# Азем Шкрели
Азем Шкрели (алб. Azem Shkreli; Пећ, 10. фебруара 1938 — Приштина, 27. мај 1997) био је југословенски књижевник, песник, редитељ и продуцент. Био је директор Покрајинског народног позоришта и оснивач предузећа Kosovafilm.

## Биографија
Рођен је 10. фебруара 1938. године у Пећи, у тадашњој Зетској бановини у склопу Краљевине Југославије. Изгубио је мајку када је имао две године, а васпитавала га је баба, која је такође умрла када је био дечак. Основну школу је завршио у свом родном граду, а у Приштини је похађао гимназију, те је матурирао 1961. године. Потом је отишао на Филозофски факултет Универзитета у Приштини, а дипломирао је 1965. године на Одсеку за студије албанског језика и књижевности. Као студент почео је да пише за дневне новине Rilindja, док је такође био председник Удружења књижевника Косова. Радио је као директор Покрајинског народног позоришта од 1960. до 1975. године, а 1975. је постао оснивач и директор предузећа за производњу, дистрибуцију и пројекцију филмова — Kosovafilm. На тој функцији је био све док га није збацио режим Слободана Милошевића.